# Luitpoldstraße 1 (Weißenburg)

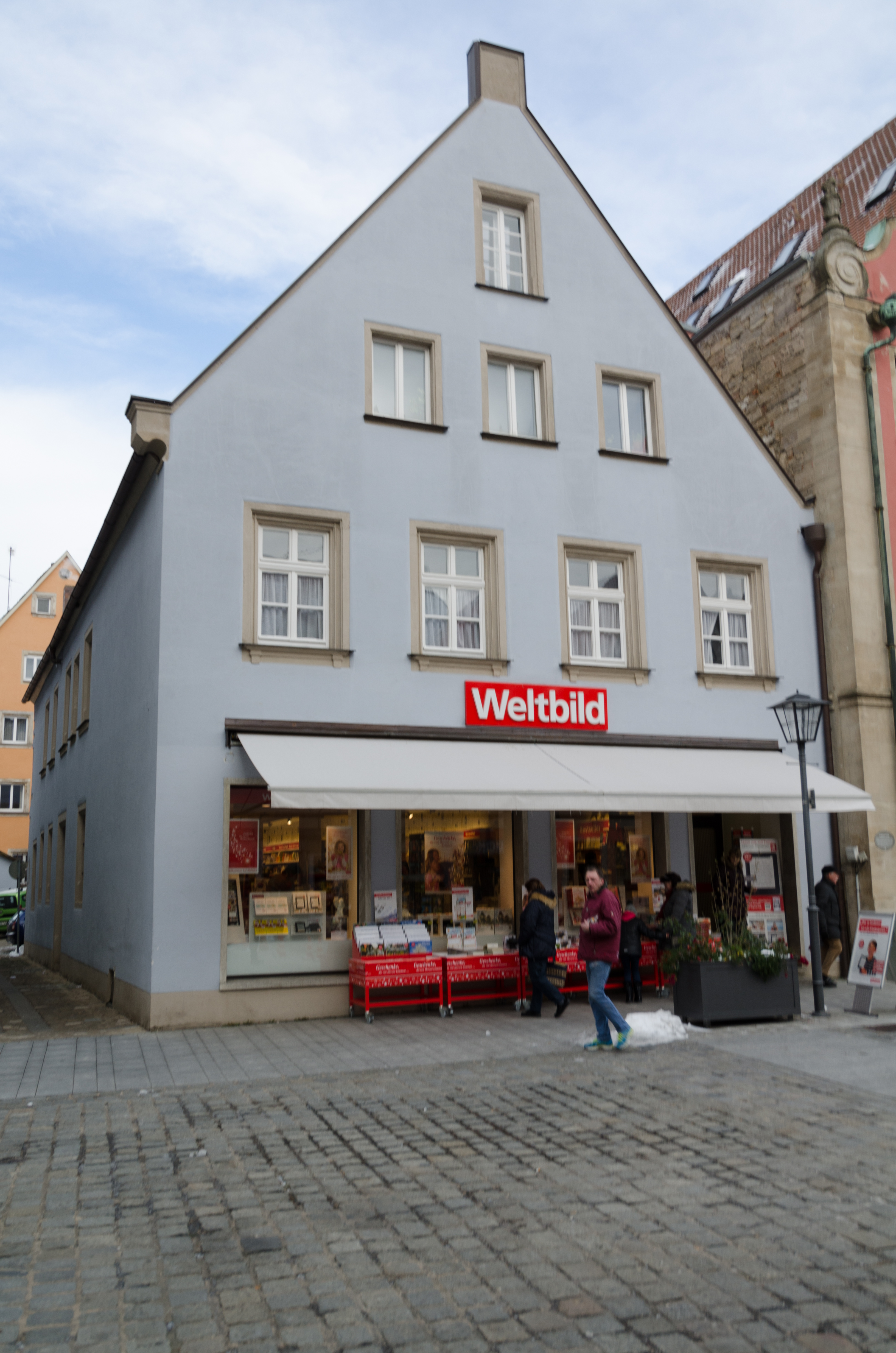
Haus Luitpoldstraße 1 in Weißenburg, aufgenommen 2012

Das Haus Luitpoldstraße 1 ist ein Bürgerhaus in der denkmalgeschützten Altstadt von Weißenburg in Bayern, einer Großen Kreisstadt im mittelfränkischen Landkreis Weißenburg-Gunzenhausen. Das Gebäude ist unter der Denkmalnummer D-5-77-177-233 als Baudenkmal in die Bayerische Denkmalliste eingetragen.
Das Gebäude befindet sich am westlichen Ende der Luitpoldstraße am Einfluss der Rosenstraße und der Pflastergasse. Schräg gegenüber befindet sich das Alte Rathaus. Direkt an das Gebäude ist an der Ostseite das Haus Luitpoldstraße 3 angebaut.
Das zweigeschossige Gebäude ist ein massiver, giebelständiger Satteldachbau, der unter Verwendung älterer Teile im frühen 17. Jahrhundert neuerrichtet wurde. Die Fassade wurde 1859 umgestaltet. Im Gebäude befand sich einst das Gasthaus Zur Goldenen Sonne. Heute befindet sich im Erdgeschoss eine Buchhandlung.